# Kentucky Pro Cats
I Kentucky Pro Cats furono una franchigia di pallacanestro della ABA 2000, con sede a Covington, nel Kentucky.
Nati nell'autunno del 2001, disputarono la stagione 2001-02, venendo eliminati al primo turno dei play-off dai Southern California Surf, poi finalisti.
Si sciolsero al termine della stessa stagione.

## Stagioni
| Stagione | Lega     | Denominazione     | V  | P  | %    | Piazzamento | Play-off         |
| -------- | -------- | ----------------- | -- | -- | ---- | ----------- | ---------------- |
| 2001-02  | ABA 2000 | Kentucky Pro Cats | 12 | 21 | 36,3 | 5º          | Quarti di finale |